# Ypsolopha acuminata
Ypsolopha acuminata là một loài bướm đêm thuộc họ Ypsolophidae. Loài này có ở Nhật Bản, Hàn Quốc, đông bắc Trung Quốc và Nga.
Sải cánh dài 25–27 mm.